# 卡拉阿奇车站
卡拉阿奇车站 (土耳其語：Karaağaç Garı)，1971年之前，埃迪尔内车站 (土耳其語：Edirne Garı) 是埃迪尔内前火车站的名称。位于埃迪尔内城市西南4公里，目前，它是特拉基亚大学美术学院的所在地。

## 历史
1868年，东方铁路公司（Compagnie des Chemins de Fer Orientaux）获准修建经埃迪尔内前往奥地利维也纳的铁路。1871年，铁路修到埃迪尔内，为了避免在马里查河上修建桥梁，于1873年在卡拉阿奇建造车站。埃迪尔内曾是奥斯曼帝国的首都，以宏伟的建筑而闻名，1914年建成了更大的车站，至今尚存，由 Ahmet Kemaleddin 设计，采用土耳其新古典主义风格，类似于伊斯坦布尔的锡尔凯吉车站。土耳其独立战争和洛桑条约签订后，土耳其与希腊的边界位于马里查河，但卡拉阿奇段 仍留在土耳其境内。
这条线路一直由希腊铁路组织使用，直到1971年土耳其国家铁路公司修建了一条从 Pehlivanköy 经过埃迪尔内市到保加利亚边境的线路，而希腊铁路在 Marasia 和 Nea Vyssa 之间建立了一条捷径，避开埃迪尔内附近的土耳其领土。这导致该车站于1971 年被废弃。

## 今天
经过重建工程，火车站大楼被改建为埃迪尔内的特拉基亚大学美术学院。旧火车站旁边，于1998年建立了洛桑条约纪念碑和博物馆。